# パンツスーツ
パンツスーツとは、女性用のスーツの1つで、ジャケットとズボンがワンセットになったスタイルのことである。

## 特徴

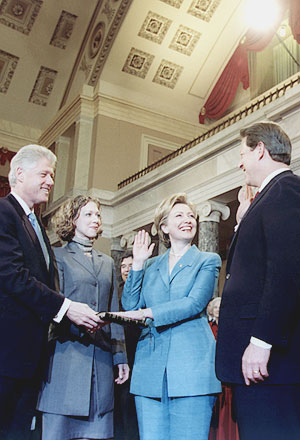
パンツスーツを着用するヒラリー・クリントン

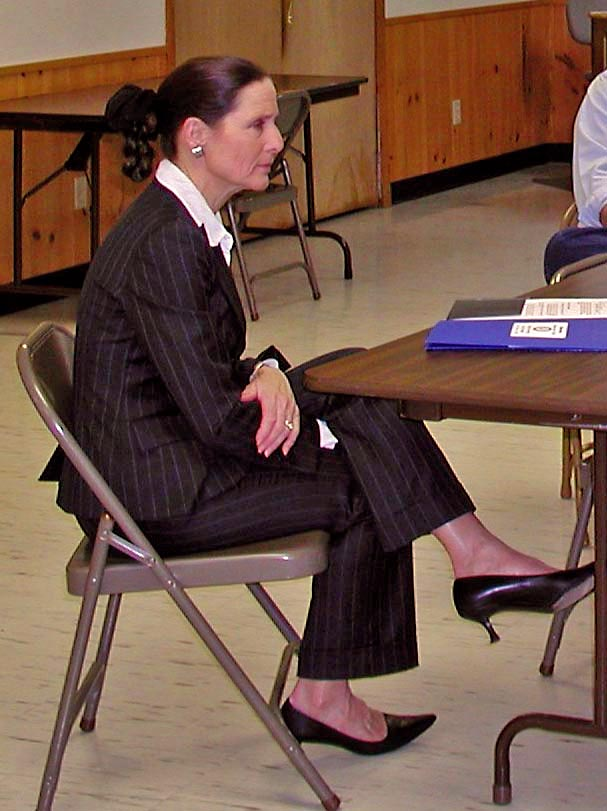
パンツスーツを着た女性

ジャケットは腰にくびれがあり、裾はフレア気味かすぼんだタイプが多い。

## 歴史
1920年代に導入され、第一次世界大戦中にはイギリスで使用されていた。 マレーネ・ディートリヒが1930年代から着るようになり、1960年代にはますます広まった。普通の通勤着や、リクルートスーツタイプや、結婚式などでの着用に適したタイプも発売されるようになった。